# ジメチルベンジルアミン
ジメチルベンジルアミン（Dimethylbenzylamine、略称:DMBA）は、化学式C6H5CH2N(CH3)2で表される有機化合物。ベンジル基と二つのエチル基が窒素原子に結合した構造をとる第三級アミンである。ポリウレタンやエポキシ樹脂を合成する際の触媒として利用されている。
他のベンジル基をもつ有機化合物と同様に、ブチルリチウムを反応させるとオルトメタル化が進行する。この反応により、2-X-C6H4CH2N(CH3)2 (X = SR, PR2など)の構造を持つ様々な誘導体が知られている。
ヨードメタンで処理することにより、四級化反応が起き容易にアンモニウム塩である[C6H5CH2N(CH3)3]+I−が生成する 。この塩は相間移動触媒として利用できる有用な化合物である。
ジメチルベンジルアミンは、ホルムアルデヒドとギ酸の存在下におけるベンジルアミンのメチル化によって得ることができる。（エシュバイラー・クラーク反応を参照）